# Universidad Estatal del Delta
La Universidad Estatal del Delta (Delta State University, DSU) es una universidad pública regional estadounidense localizada en Cleveland (Misisipi), en el corazón de la región del Delta del Misisipi. DSU es una de las ocho universidades públicas del estado de Misisipi.

## Historia
Fundada en 1924 como institución pública por el Estado de Misisipi, se utilizaron las instalaciones del antiguo Instituto Agrícola Bolívar, que constaba de tres edificios en Cleveland. En febrero de 1924, los senadores William B. Roberts y Arthur Marshall propusieron al Senado la creación de la Delta State University de Formación del Profesorado, que fue puesta en marcha por el Gobernador de Misisipi Henry Whitfield en abril de ese mismo año. James Wesley Broom fue nombrado primer presidente o rector del centro universitario y la universidad abrió sus puertas en septiembre de 1925. Tras su temprana muerte, en mayo de 1926 fue nombrado nuevo presidente, William Zeigel. Como curiosidad, el sello de la universidad fue diseñado en 1928 en una clase de arte.
La II Guerra Mundial afectó gravemente a la universidad. En 1941, anticipándose a la entrada de Estados Unidos en el conflicto bélico, la universidad creó un programa civil de formación de pilotos, que con el tiempo se convirtió en el actual Departamento de Aviación Comercial. Al empezar la guerra, 254 alumnos de la Delta State University se unieron a las fuerzas armadas estadounidense. Al terminar la contienda en 1945, habían participado 483 estudiantes de la universidad. En 1947, durante una sesión del Consejo de la universidad, Dean Acheson (a la sazón Subsecretario de Estado en la administración Truman) realizó un emotivo discurso en el que anticipó el Marshall Plan, que supondría un alivio para la dura posguerra en Europa.
En 1955, la universidad, llamada inicialmente Universidad de Profesores cambió su nombre al actual Delta State University. En 1963 ganó la acreditación de la Asociación de Universidades y Escuelas del Sur y dos años más tarde inició un nuevo programa de grados y licencias universitarios, ampliándose la oferta de títulos (Maestro de Educación Primaria, Turismo, Inglés, Historia, Matemáticas, Música, Estudios Sociales, Educación Empresarial, Educación Física y Ciencia).
En 1967, acabó la segregación racial de la DSU con la presencia del primer estudiante afroamericano, Shirley Antoinette Washington. En 2005, la Delta State University asistió a decenas de refugiados del huracán Katrina y en septiembre de 2015, se produjo un tiroteo en la universidad, que dejó, el fallecimiento de un profesor de la universidad.

## Campus

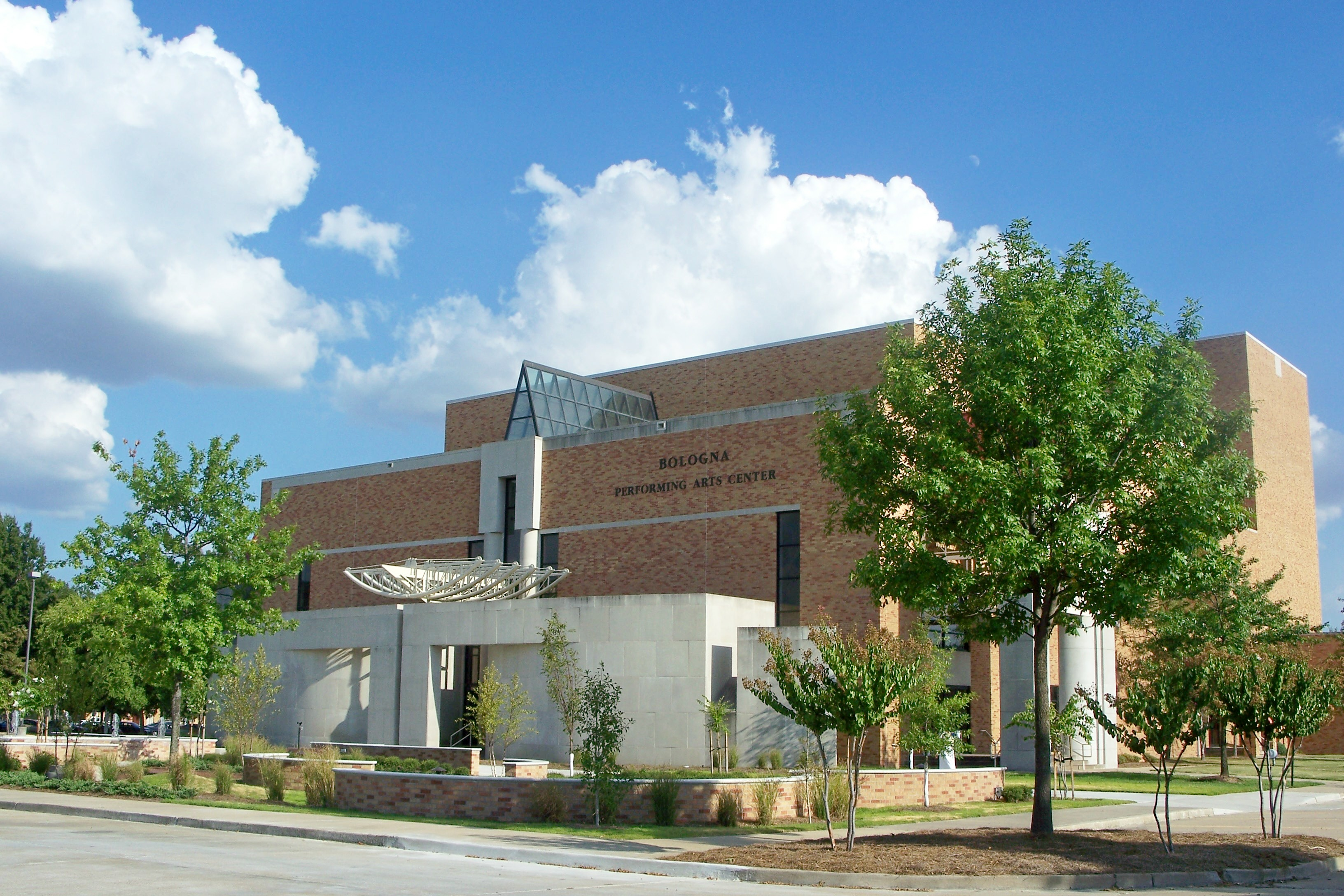
Bologna Centro de artes escénicas

La DSU tiene un campus con más de 13 hectáreas (332 acres) al noroeste de Cleveland. Aproximadamente, unos 2.000 estudiantes inician cada año su formación en la universidad en programas de grado y otros 600 se matriculan en estudios de posgrado o máster. Aproximadamente, el 30% de los estudiantes residen en alojamientos del propio campus.

## Facultades y escuelas
- Facultad de Artes y Ciencias[9]
- Facultad de Ciencias Empresariales[10]
- Facultad de Educación[11]
- Escuela de Enfermería[12]

## Deportes

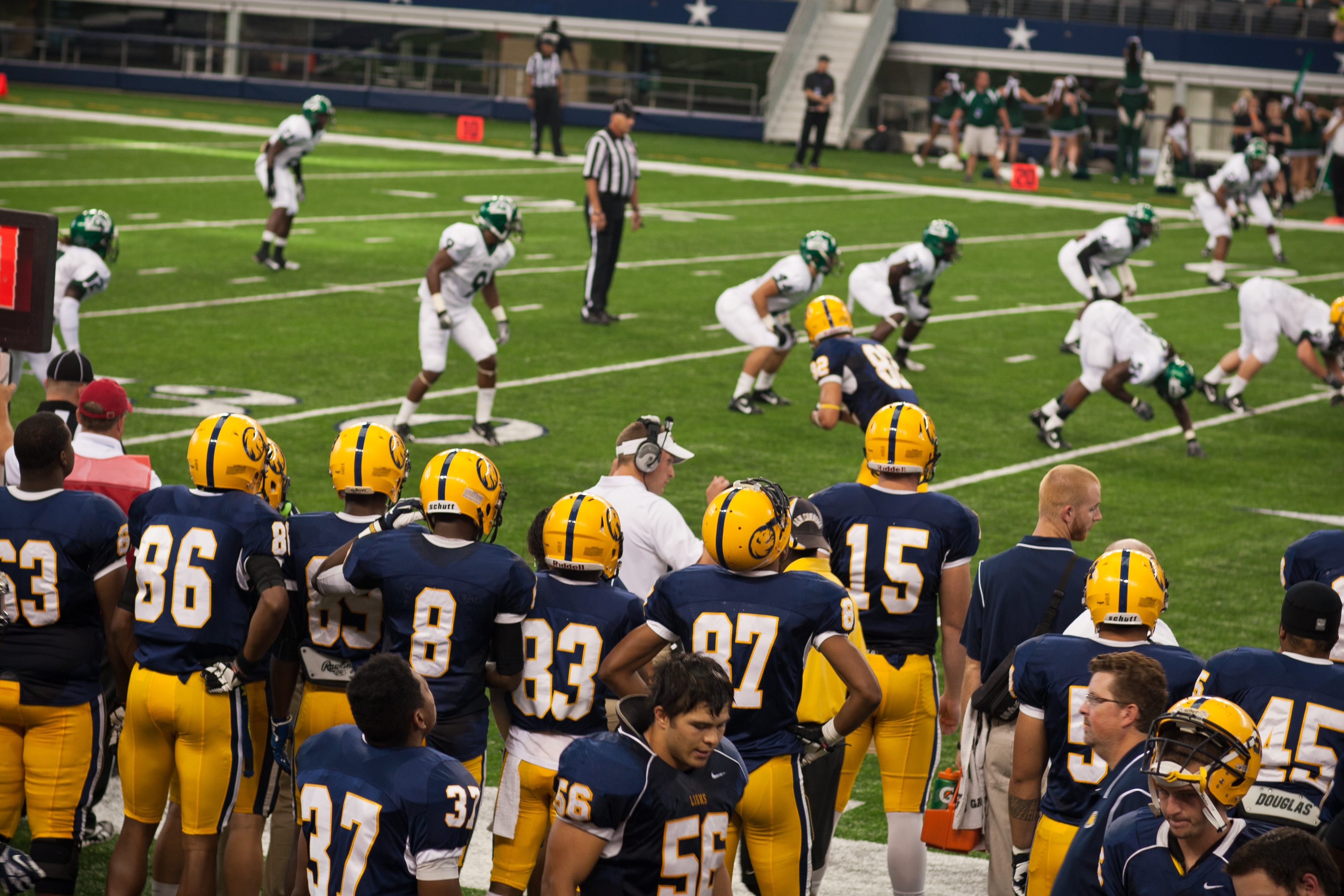
El Delta equipo de fútbol Estatal en acción contra el Texas Unos&Leones de M Comercios en 2013

La universidad patrocina varios deportes, como un equipo en la NCAA División II y equipos masculinos de fútbol americano, baloncesto, béisbol, natación, buceo, tenis, fútbol, y golf. En mujeres, los deportes son: baloncesto, tenis, softball, atletismo, natación, fútbol, cheerleading, y buceo.